# Ладж Ли
Ладж Ли (фр. Ladj Ly, французский: [ladʒ li]; род. 1978) — французский кинорежиссер и сценарист. В 2019 году он получил приз жюри Каннского кинофестиваля за фильм «Отверженные». Фильм был номинирован на премию «Оскар» за лучший иностранный фильм.

### Биография
Родители Ли из Мали, он вырос в Монфермейле, районе Боскетс. Он начал снимать фильмы вместе со своими друзьями Ким Шапироном, Роменом Гаврасом и младшим в коллективе Kourtrajmé.
Он снял свои первые фильмы для Oxmo Puccino, и свои первые документальные фильмы, 365 jours à Clichy-Montfermeil (365 дней в Клиши-Монфермей), снято после французских беспорядков 2005 года; Go Fast Connexion; и 365 дней в Мали (365 дней в Мали).
В 2011 году Ли приговорили к трем годам тюремного заключения за похищение и незаконное заключение. В 2012 году приговор был уменьшен по апелляции до двух лет лишения свободы и одного года условно.
«Отверженные» — первый режиссёрский недокументальный фильм. Фильм получил множество наград, в частности на Международном фестивале короткометражных фильмов в Клермон-Ферране, и был номинирован на премию «Сезар» за лучший короткометражный фильм в 2018 году. В том же году он был номинирован на премию «Сезар» за лучший документальный фильм для À voix haute : La Force de la parole, со Стефаном де Фрейтасом .
В 2018 году в Монфермейле Ли создал бесплатную киношколу под названием «L'école Kourtrajmé».